# Farní sbor Českobratrské církve evangelické v Domažlicích
Farní sbor Českobratrské církve evangelické v Domažlicích je farním sborem této církve v Domažlicích.
Sbor zde byl založen v roce 1920, roku 1923 se stává samostatným sborem (ustavujícím shromážděním 22. listopadu). Patří do západočeského seniorátu.

## Starý sborový dům a dějiny sboru
Původní sídlo sboru (Husův dům) je v budově naproti domažlickému autobusovému nádraží. Byl to dům zakoupený farním sborem. 28. září 1924 skončila generální oprava a dům byl odevzdán farnímu sboru při slavnostních bohoslužbách, jimž předsedal tehdejší synodní senior Josef Souček.
Nový sbor čítal 3333 členů v tehdejších okresech Domažlice a Horšovský Týn. Ve Staňkově se rovněž vyučovalo i náboženství, a to v místní škole, kde byla propůjčena i bohoslužebná místnost.
V domě dnes sídlí banka, nicméně jsou zachovány původní vstupní dveře s intarzovanými kalichy.

## Nový sborový dům
Stavbu sborového domu, či přesněji kostela se zázemím pro faráře a činnost sboru, zvažovali domažličtí evangelíci již od konce dvacátých let minulého století. Staršovstvo založilo zvláštní účet, tak zvaný stavební fond, na který shromažďovalo peníze na koupi pozemku a stavbu. Koncem roku 1935 mělo na účtu tolik, že mohlo koupit pěkný 1000 m² velký pozemek a ještě 50.000 korun, tehdy nezanedbatelná částka, zbylo. Na zahájení stavby to ale nestačilo. Někteří členové staršovstva byli ochotni stavět i za cenu dluhů, většina členů sboru se ale v době hospodářské krize, kdy sbor jen s obtížemi sháněl prostředky na svůj provoz, velkých dluhů bála. A tak se ve druhé polovině roku 1936 staršovstvo usneslo, že stavbu kostela odloží na příznivější časy a ze stavebního fondu raději dokoupilo ještě 288 m² pozemku. Se zahájením stavby počítalo do dvou – tří let. V neutěšené hospodářské situaci ovšem peníze na stavební fond přibývaly jen pomalu, pak přišla válka, po ní nejprve vázané vklady, pak měnová reforma a celkově nepříznivá atmosféra pro jakoukoli církevní aktivitu. O stavbě kostela tak nemohla být řeč, místo něj hospodařilo na církevním pozemku městské zahradnictví. Až po roce 1990 mohla dnešní generace domažlických evangelíků naplnit sen svých předků. Stavba začala v sobotu 14. dubna 2007 položením dvou základních kamenů, jednoho sborového a jednoho, který daroval duchovní správce sboru z padesátých let Jiří Veber. Vlastní stavební práce probíhaly v létech 2007/2008. Stavbě dominuje schodišťová věž se zvonem, součástí je terasa s pergolou. Mimo bohoslužebního prostoru zahrnuje sborový dům byty pro faráře, domovníka a zázemí pro setkávání. Autory projektu jsou Ing. architekt Ladislav Schejbal, ateliér SAH Praha a Ing. Zbyněk Wolf z Domažlic, dodavatelem stavby byla stavební firma Antonín Vlček s. r. o. z Horšovského Týna. Zvon, který zdejšímu sboru věnovali evangelíci z Rokytníku, upevnila firma Vlček do věže sborového domu ve středu 13. února 2008. Slavnostní otevření nového sborového domu se pak uskutečnilo v sobotu 29. listopadu 2008. Finančně stavbu svými dary podpořili členové sboru, HDL Jeronýmovy jednoty, Ministerstvo kultury ČR, evangelíci z Německa a sbory ČCE. Nový sborový dům získal i jedno významné ocenění: v 6. ročníku prestižní soutěže Stavba roku Plzeňského kraje – rok 2008, vyhlašované každoročně Krajským úřadem Plzeňského kraje, zvítězil v kategorii „Novostavba“.
A tak se splnilo dávné přání domažlického evangelického sboru. Vnukové a pravnukové jeho zakladatelů vybudovali důstojný chrám.
Ke stému výročí svoru byla vydána pozvánka, v pátek 24. listopadu se konal koncert skupiny KMČ ze sboru Praha-Libeň, v sobotu přednáška o historii sboru a v neděli slavnostní bohoslužby vedené synodním seniorem Pavlem Pokorným za účasti ze sousedních sborů i blízké ekumeny. Přítomni byli i svými pozdravy rovněž bývalí kazatelé sboru.

## Faráři sboru
- 1922–1926 Jaroslav Dobiáš
- 1936–1940 Miloš Bič
- 1945–1950 Miloš Bič
- 1947–1948 Josef Koláčný (s určením pro Horšovský Týn)
- 1948–1949 Bohumír Sedliský
- 1949–1950 Jaromír Sečkař
- 1950–1951 Jiří Veber
- 1951–1960 Jiří Veber
- 1961–1968 Pavel Fojtů
- 1969-1985 Pavel Freitinger
- 1986–2007 Jaroslav Vokoun Th. D.
- 2008–2018 Petr Grendel
- 2018–2019 prof. Mgr. et Mgr. Jaroslav Vokoun, Th. D.
- 2019-2023 Daniel Freitinger
- 2024-úřadující Jiří Ježdík

## Fotogalerie

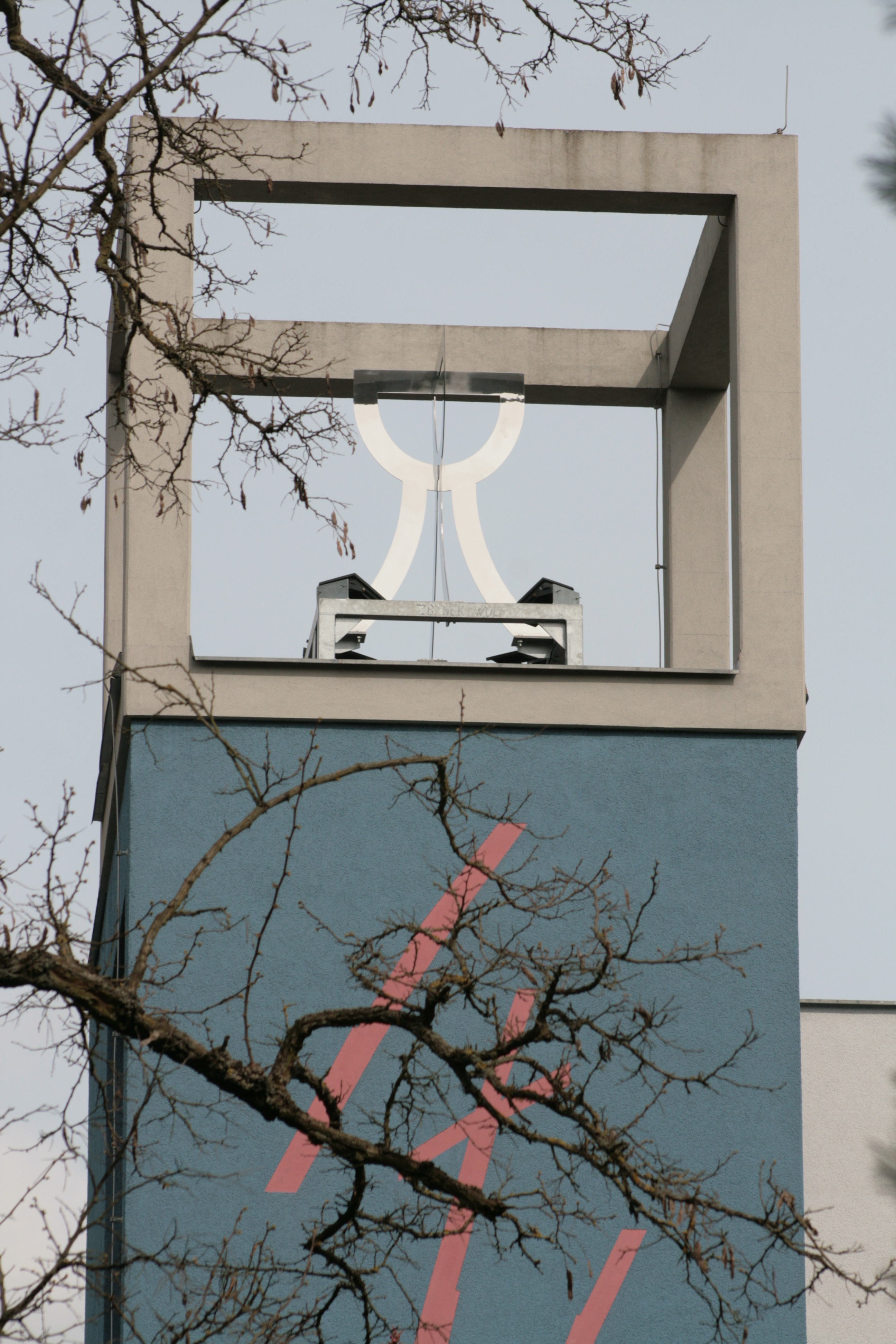
Vrch věže evangelického kostela
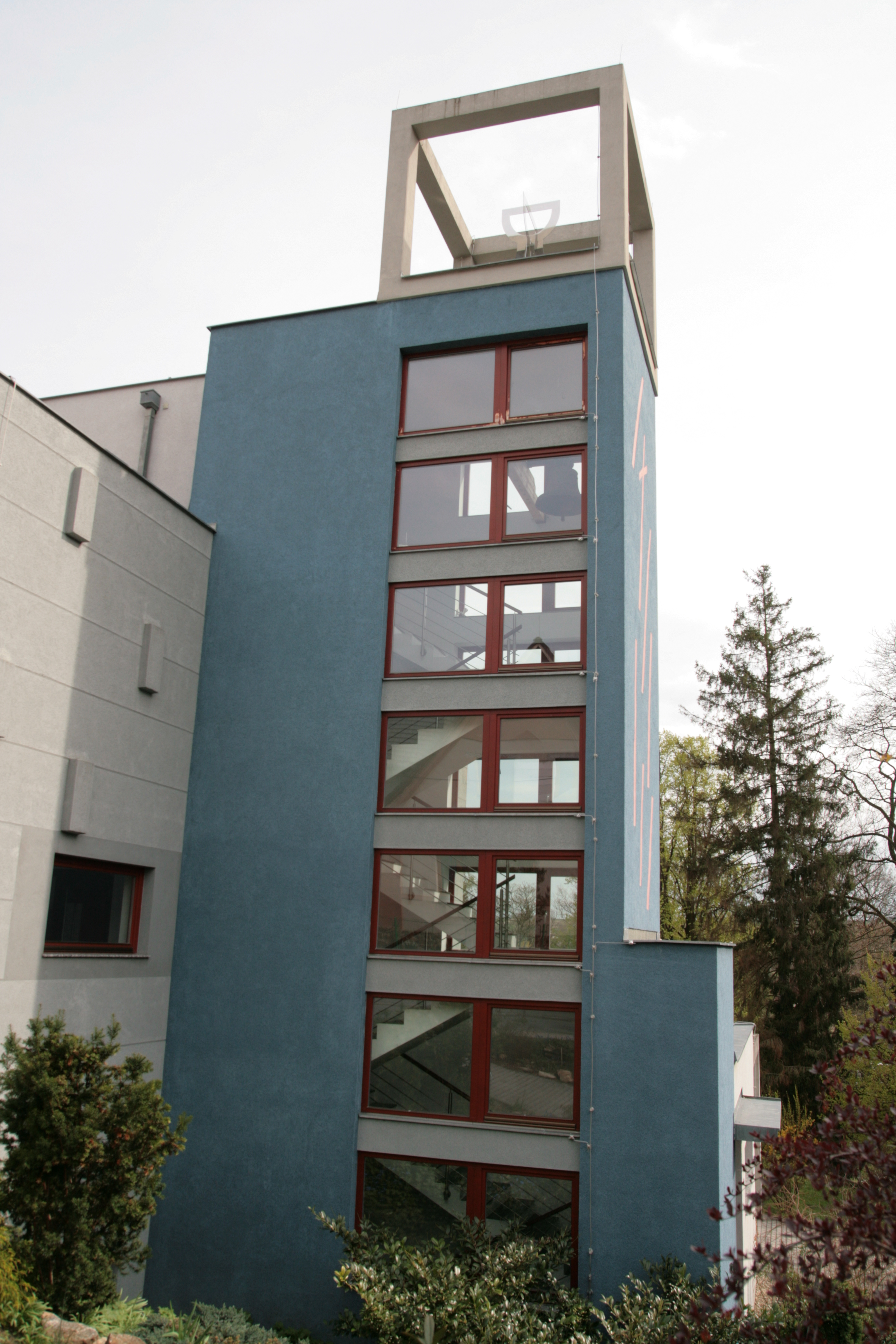
Věž evangelického kostela
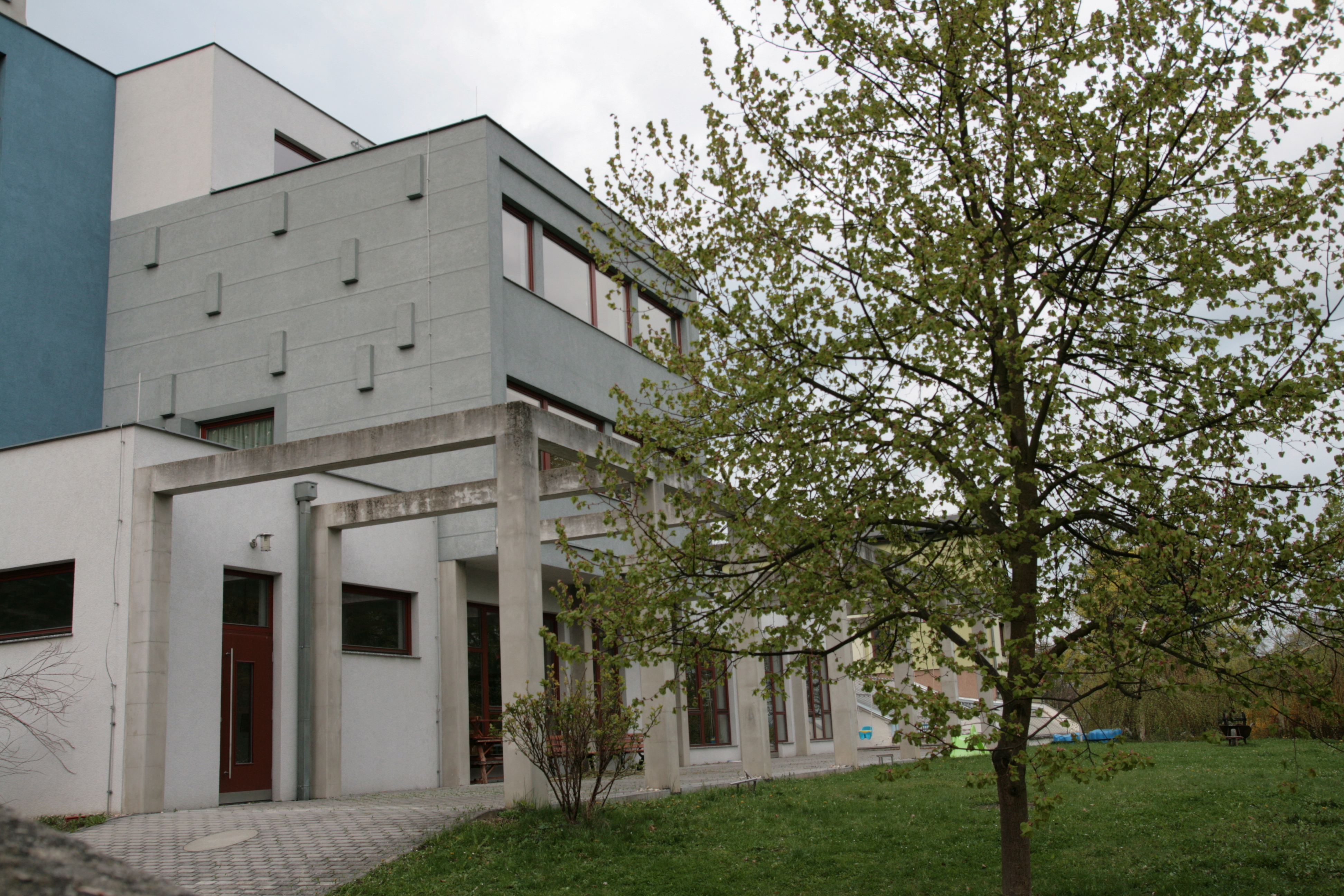
Evangelický kostel